# Tres Tombs Infernals
|  | No s'ha de confondre amb Tres Tombs de Sant Andreu de Palomar. |

Els Tres Tombs Infernals és una celebració que es fa a Sant Andreu de Palomar i combina teatre al carrer, correfoc i espectacle pirotècnic. Té el propòsit d'escenificar la llegenda segons la qual sant Antoni va superar les temptacions mundanes amb què es trobà durant la seva vida, i que eren obra del dimoni. L'espectacle té dues parts: la primera és la representació de la vida del sant i de les peripècies per a evitar de fer cas al diable; la segona és el correfoc amb tres voltes, curtes però cada vegada més intenses, que representen la fúria del diable. Els Tres Tombs Infernals es fan el dissabte abans de la festivitat de Sant Antoni Abat, que és el 17 de gener.
Els Tres Tombs es fan amb motiu de la diada de sant Antoni Abat, també anomenat sant Antoni del porquet o dels rucs perquè durant segles ha estat el protector de tots els animals útils per a les feines del camp. La llegenda també explica que va vèncer totes les temptacions que li parava el dimoni. Per això la Satànica de Sant Andreu va decidir de fer seva aquesta part i muntar un espectacle teatral i pirotècnic que encara avui dona pas a la cavalcada de bèsties i carruatges de l'endemà al matí.

## Orígens
Els Tres Tombs de Sant Andreu de Palomar és un seguici d'animals i carrosses en honor de sant Antoni, molt arrelat a Barcelona, especialment a Sant Andreu de Palomar, amb més d'un segle i mig de tradició.
A partir d'aquesta festa, l'any 1992 la colla de diables de la Satànica de Sant Andreu, amb motiu de la celebració del cinquè aniversari, va estrenar un acte durant la vigília de la desfilada de carruatges i cavalleries de sant Antoni. La idea inicial era un correfoc que fes tres voltes a un mateix itinerari. Però amb els anys es va convertir en una peça de teatre relacionada amb la vida i les temptacions de sant Antoni, escenificada pels diables de la colla i amb l'acompanyament dels tabalers.

## Activitats destacades
- Escenificació de la vida del sant. L'espectacle comença amb l'escenificació de la vida de sant Antoni. Apareix en tot un seguit de situacions amb el dimoni, que malda per fer-lo caure en pecat. El sant no sucumbeix a les temptacions i el dimoni s'enfurisma.[1]
- Els Tres Tombs Infernals. Els Tres Tombs Infernals són un correfoc dels diables de la Satànica de Sant Andreu que fa tres voltes en un recorregut curt, al voltant del parc de Can Fabra. L'espectacle pirotècnic representa la fúria del dimoni i a cada volta té més intensitat, fins que acaba amb un gran núvol d'espurnes i fum, dins una atmosfera vermella. Al final de l'espectacle pirotècnic apareix la figura de sant Miquel per a alliberar sant Antoni de les malvestats del diable, a qui envia altra vegada cap a l'infern.[1]